# Рамадан Лолов
Вижте пояснителната страница за други личности с името Рамадан.
Рамадан Ахмедов Лолов е български кларинетист и певец. Той изиграва ключова роля за налагането на кларинета в българската народна музика, а музикални историци като Лозанка Пейчева определят 30-те до 50-те години на XX век „епохата на Рамадан Лолов“ в кларинетното свирене, поставила началото на смесване на стилове от различни части на страната.

## Биография
Рамадан Лолов е роден на 31 декември 1904 година в Сливен в циганско мюсюлманско семейство. Баща му Ахмед Алиев е професионален музикант, както и брат му Георги Лолов.
Лолов придобива голяма известност с виртуозните си изпълнения на сватби и панаири, главно из Тракия. През 30-те години придобива широка известност с първите записи на българска народна музика – негови солови изпълнения и акомпанименти на популярни изпълнители, като Иванка Георгиева, Атанаска Тодорова, Гуди Гудев.
Рамадан Лолов умира на 31 октомври 1967 година в Сливен.